# Baie de Kabira
La baie de Kabira (川平湾, Kabira wan) se trouve au nord-est de l'île d'Ishigaki, préfecture d'Okinawa au Japon. Réputée pour ses plages de sable blanc, ses eaux turquoise et une végétation dense, la baie fait partie du parc national d'Iriomote-Ishigaki. En compagnie du mont Omoto elle est désignée « endroit de beauté scénique ». Des perles noires sont cultivées dans la baie.
Le village de  Kabira se trouve près de la baie. Sa culture traditionnelle a été étudiée par les anthropologues américains en 1950-52.
Au cours de l'époque d'Edo, une balise Sakishima était installée au nord-ouest de la baie.

## Source de la traduction
- (en) Cet article est partiellement ou en totalité issu de l’article de Wikipédia en anglais intitulé « Kabira Bay » (voir la liste des auteurs).